# Peter Ludwig Lütke

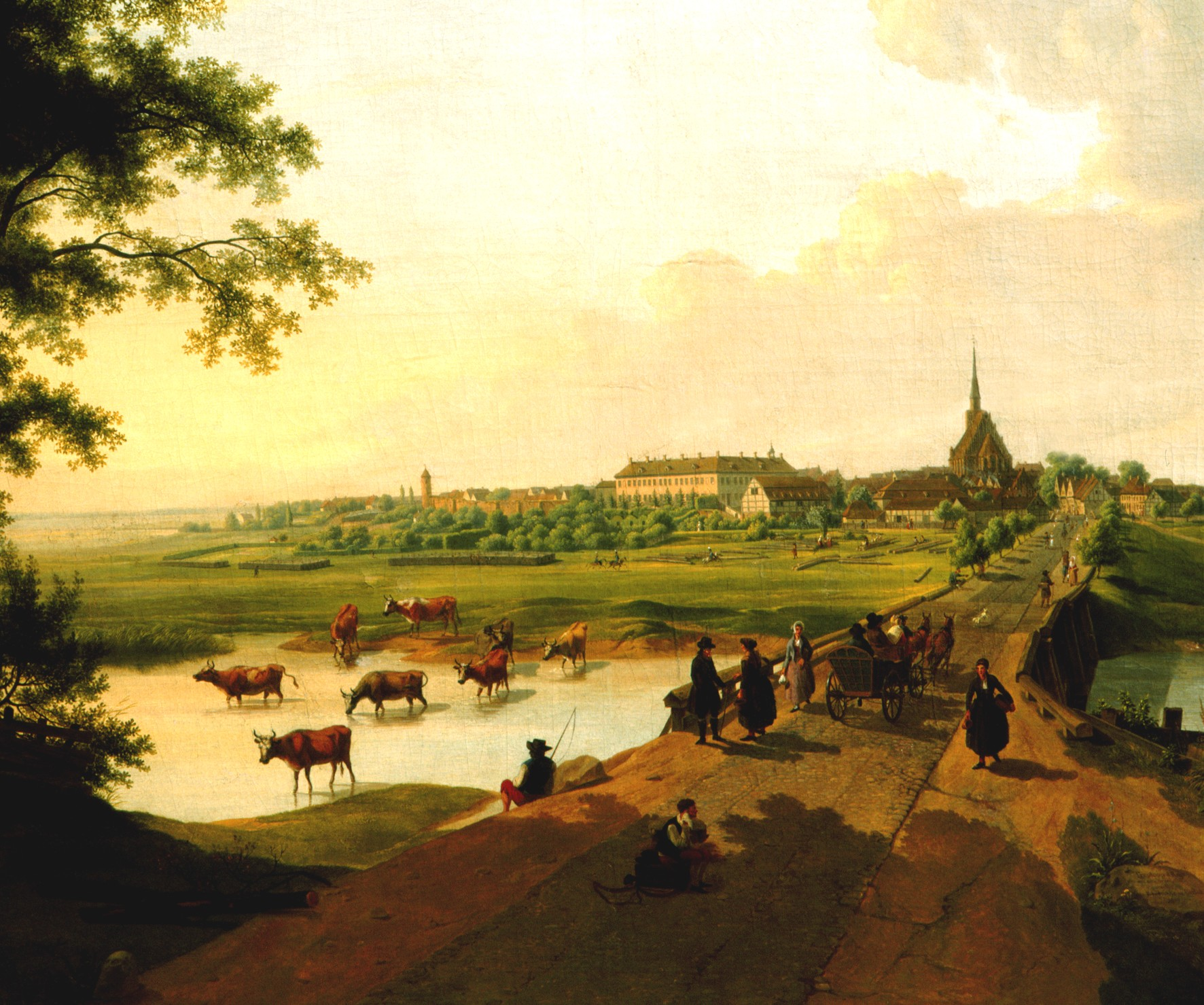
Treptow an der Rega, 1809

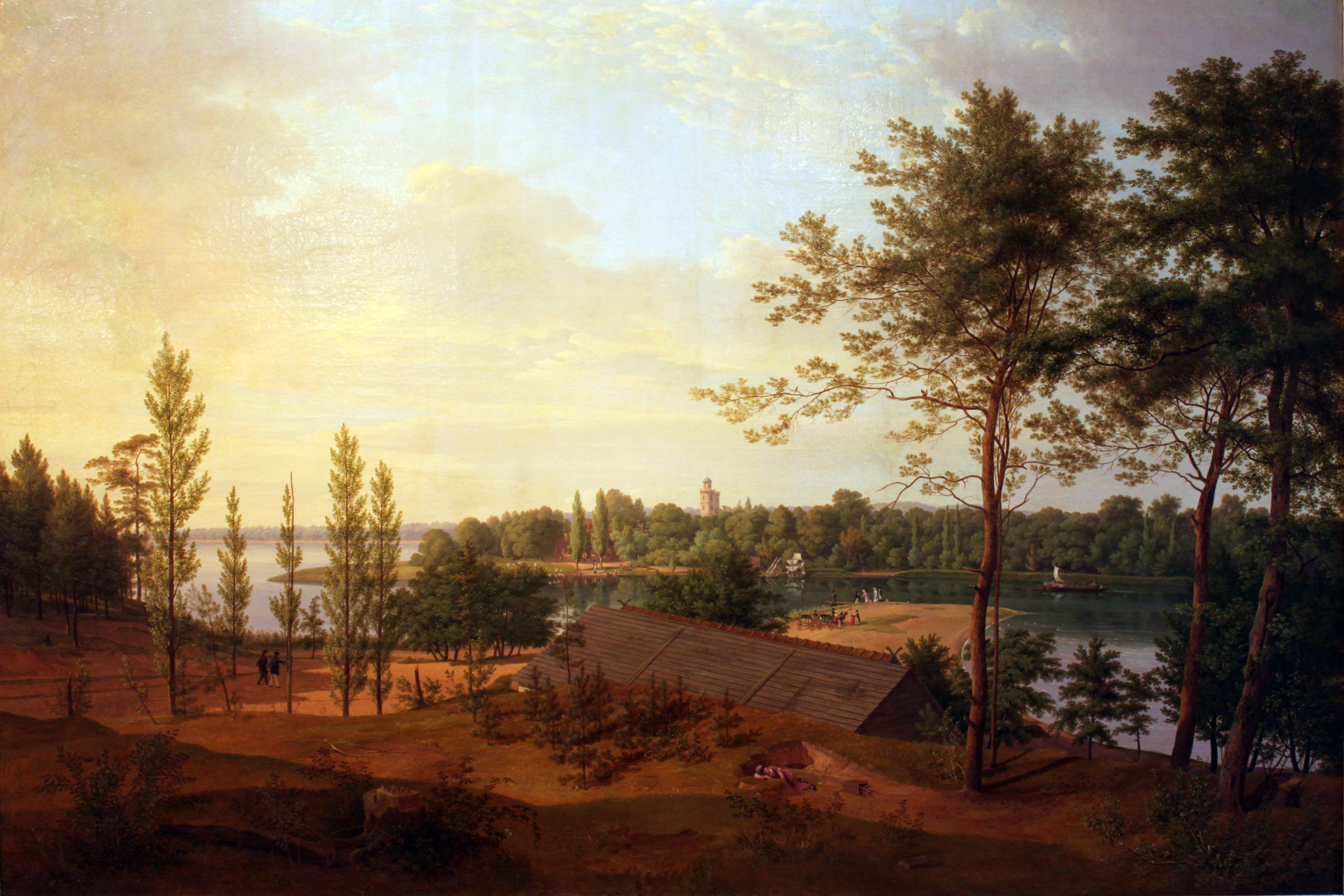
Ansicht der Pfaueninsel von der Mittagsseite, 1822

Peter Ludwig Lütke (* 4. März 1759 in Berlin; † 19. Mai 1831 in Berlin) war ein deutscher Landschaftsmaler und Radierer. Er war Schüler von Jakob Philipp Hackert in Italien und ab 1787 Mitglied und seit 1789 Professor an der Berliner Akademie der Künste. Auch sein Sohn Ludwig Eduard Lütke (1801–1850) wurde Landschafts- und Vedutenmaler.

## Werke (Auszug)
- Pfaueninsel von Süden (Märkisches Museum Berlin), 1822, Öl auf Leinwand, 97 × 136,5 cm
- Potsdam, Neuer Garten «Küchengebäude des Marmorpalais» (Berlin Museum), 1801, Umrissradierung, koloriert, 27,2 × 44,7 cm
- Treptow an der Rega (Rathaus Trzebiatów), 1809